# Antero Kare
Leo Antero Kare, född 8 september 1946 i Helsingfors, är en finländsk målare och tecknare. 
Som bildkonstnär är Kare självlärd; ställde ut första gången 1970. Han har även gjort sig känd som konsthistoriker, kritiker (bland annat i tidskriften Taide), föreläsare samt konstnärlig ledare och organisatör av utställningar. Hans måleri har bäst kommit till sin rätt i det stora formatet – halvabstrakta verk med landskap och detaljer ur naturen (mossor och lavar) som utgångspunkt. Målningarna utmärks av en reliefartad färgyta av tjock akryl- och oljefärg. Associationer finns till förhistoriskt grott- och klippmåleri (som han är väl förtrogen med) samt dagens graffitikonst. Även en antydan till Kares beundran för moderna amerikanska mästare, såsom Barnett Newman, finns. Sedan slutet av 1980-talet har han blivit känd för experimentella arbeten med föränderliga mikrobodlingar med bland annat mögelsvampar av olika art och färg. Han tillhörde på 1970-talet den tvärkonstnärliga konstnärsgruppen Skördemännen, som bland annat ställde ut i Galleri Cheap Thrills. Han undervisade 1980–1988 vid Konstindustriella högskolan. 